# بو کنپه
بو کنپه (انگلیسی: Bo Knape؛ زادهٔ ۱۶ اوت ۱۹۴۹) قایقران اهل سوئد است.